# Korporationsidrott
Begreppet korporationsidrott eller korpidrott består av anställda (eller andra kategorier) som sammansluter sig kring idrott. Syftet är främst att genom fysisk aktivitet må bra (hälsa), ha roligt och återhämta sig (rekreation), men också för att prestera bra resultat för egen del eller för laget (tävla), eller för att skaffa sig en god prestationsförmåga (kondition).
I Sverige bedrivs denna verksamhet inom Riksidrottsförbundet av Korpen Svenska Motionsidrottsförbundet.
Det europeiska förbundet är European Federation for Company Sport (EFCS).

### Fotnoter
1. ↑  ”Korpidrott”. Nationalencyklopedin. http://www.ne.se/uppslagsverk/encyklopedi/l%C3%A5ng/korpidrott. Läst 24 oktober 2017.